# Serge Glykson
Serge Glykson (* um 1910; † nach 1956) war ein schwedischer Jazz- und Unterhaltungsmusiker (Altsaxophon, Klarinette, Flöte, Oboe), Arrangeur und Bandleader.

## Leben und Wirken
Glykson arbeitete vorwiegend in Westeuropa; ab 1928 spielte er in Berlin und in Paris in den Orchestern von Lud Gluskin („Tiger Rag“) und Ray Ventura. In den 1930er-Jahren arbeitete er in Paris u. a. mit Stéphane Grappelli, Michel Warlop und Guy Paquinet (Le Jazz du Poste Parisien), Fred Adison; ferner betätigte er sich als Arrangeur für Jean Tranchant und Komponist (u. a. die Titel „Memories Are Made of This“ und „J'attendrai“). In diesem Jahrzehnt leitete er eigene Formationen, mit der auch Schallplatten u. a. für Pathé entstanden („Je suis Swing“); in Glyksons Orchester spielten u. a. Ernst Höllerhagen (1936), Don Barrigo (1932), ferner Eddie Brunner, David Bee und Jerry Mengo. Im Bereich des Jazz war er zwischen 1928 und 1939 an 73 Aufnahmesessions beteiligt. In den 1950er-Jahren arbeitete er als Filmproduzent.